# Dundalk (stacja kolejowa)
Dundalk Clarke (ang: Dundalk Clarke railway station, irl: Dún Dealgan Ui Cleirigh) – stacja kolejowa w Dundalk, w hrabstwie Louth, w Irlandii. Obsługiwana jest przez Iarnród Éireann - leży na trasie Dublin  - Belfast. Została otwarta w 1849, w 1966 roku nazwę stacji z Dundalk zmieniono na Dundalk Clarke na cześć jednego z liderów powstania wielkanocnego Thomasa Clarke'a.